# ژئودزیک‌ها در نسبیت عام
یک ژئودزیک (به انگلیسی: Geodesic) در نسبیت عام، تعمیم مفهوم خط راست به فضازمان خمیده‌است. جهان‌خط ذره‌ای که هیچ نیروی غیرگرانشی خارجی به آن وارد نشود، نوع خاصی از ژئودزیک است. به عبارت دیگر ذره در حرکت یا سقوط آزاد همواره در راستای یک ژئودزیک حرکت می‌کند.
در نسبیت عام گرانش را نه به عنوان یک نیرو بلکه به عنوان نتیجه یک هندسه فضازمان خمیده‌است که منشأ خمش تانسور ضربه-انرژی است؛ بنابراین به عنوان مثال مسیر سیاره‌ای که به دور یک ستاره می‌چرخد تصویری از یک ژئودزیک فضازمان چهاربعدی به دور ستاره در یک فضای سه بعدی است.
در نظریه‌هایی مانند نسبیت عام و نسبیت خاص فضازمان به عنوان یک خمینه لورنتسی در نظرگرفته می‌شود. ژئودزیک‌های روی یک خمینه لورنتسی بر حسب علامت نُرم بردار تانژانتشان به سه دسته تقسیم می‌شوند. با استفاده از یک فضای متریک (-+++)،
- ژئودزیک‌های زمان واره که نرم بردار تانژانتشان منفی است؛
- ژئودزیک‌های پوچ که نرم بردار تانژانتشان صفر است؛
- ژئودزیک‌های فضا واره که نرم بردار تانژانتشان مثبت است.

توجه کنید که یک ژئودزیک نمی‌تواند در یک نقطه فضاواره و در نقطه دیگر زمان‌واره باشد.